# БАФТА за најбољу режију
Наград БАФТА за најбољу режију (енгл. BAFTA Award for Best Direction), раније позната као Награда Дејвид Лин за остварење у режији (енгл. David Lean Award for Achievement in Direction), филмска је награда Награде Британске академије коју сваке године додељује Британска академија за филмску и телевизијску уметност (БАФТА) филмском режисеру за одређени филм.
Британска академија филмске и телевизијске уметности (БАФТА) је британска организација која организује годишње награде за филм, телевизију, дечији филм и телевизију и интерактивне медије. Од 1968. одабрани филмови су на годишњој церемонији награђивани наградом БАФТА за најбољу режију.
На следећим листама, наслови и имена подебљани са златном позадином су победници и примаоци; они који нису подебљани су преостали номиновани. Победник је такође име наведено у свакој категорији.